# Frittura in padella

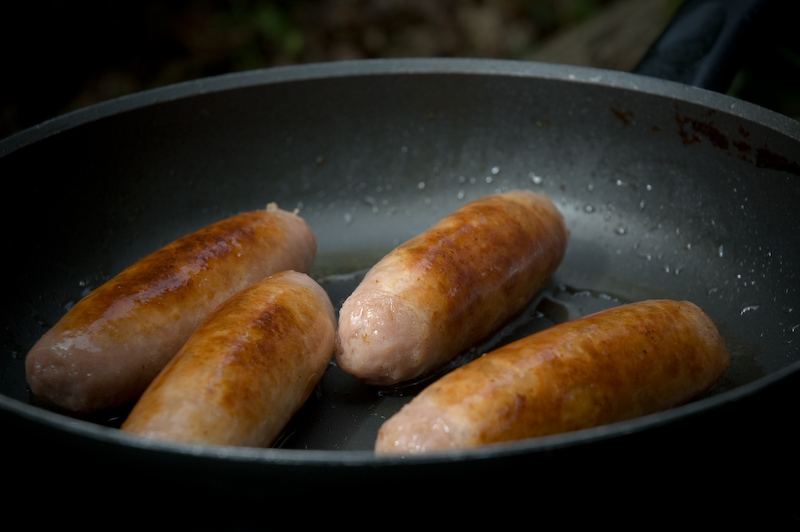
Salsicce fritte in padella

La frittura in padella è una forma di frittura caratterizzata dall'uso di una quantità minima di olio alimentare o di grasso (in confronto alla frittura bassa o alla frittura profonda); tipicamente si usa appena la quantità di olio sufficiente a lubrificare la padella. Nel caso di un cibo grasso come la pancetta, può non essere necessario alcun olio o grasso. Come forma di frittura, la frittura in padella si basa sull'olio/grasso come mezzo per il trasferimento del calore e sulla temperatura e sul tempo corretti per non scuocere o bruciare il cibo. La frittura in padella può servire per trattenere i liquidi in cibi come la carne, il pesce e i frutti di mare. A causa della copertura parziale, il cibo tipicamente viene capovolto almeno una volta per assicurarsi che entrambi i lati siano cotti.
Una frittura in padella ha luogo a un calore inferiore a quello di un sauté (cioè di una rosolatura). Questo avviene perché il cibo da friggere in padella, come petti di pollo, bistecche, braciole di maiale o filetti di pesce, non viene tagliato in pezzi piccoli prima della cottura. La frittura in padella richiede un calore inferiore affinché la parte esterna del cibo non scuocia fino a quando la parte interna raggiunga la giusta temperatura e possa mantenere i cibi in uno stato più umido.
La stessa quantità di olio si usa per un sauté – appena sufficiente per glassare la padella – ma la temperatura dovrebbe essere più bassa durante una frittura in padella. L'olio dovrebbe essere sempre abbastanza caldo da assicurarsi che i liquidi del cibo possano fuggire sotto forma di vapore. La forza del vapore impedisce all'olio di impregnarsi nel cibo.

## Tecniche

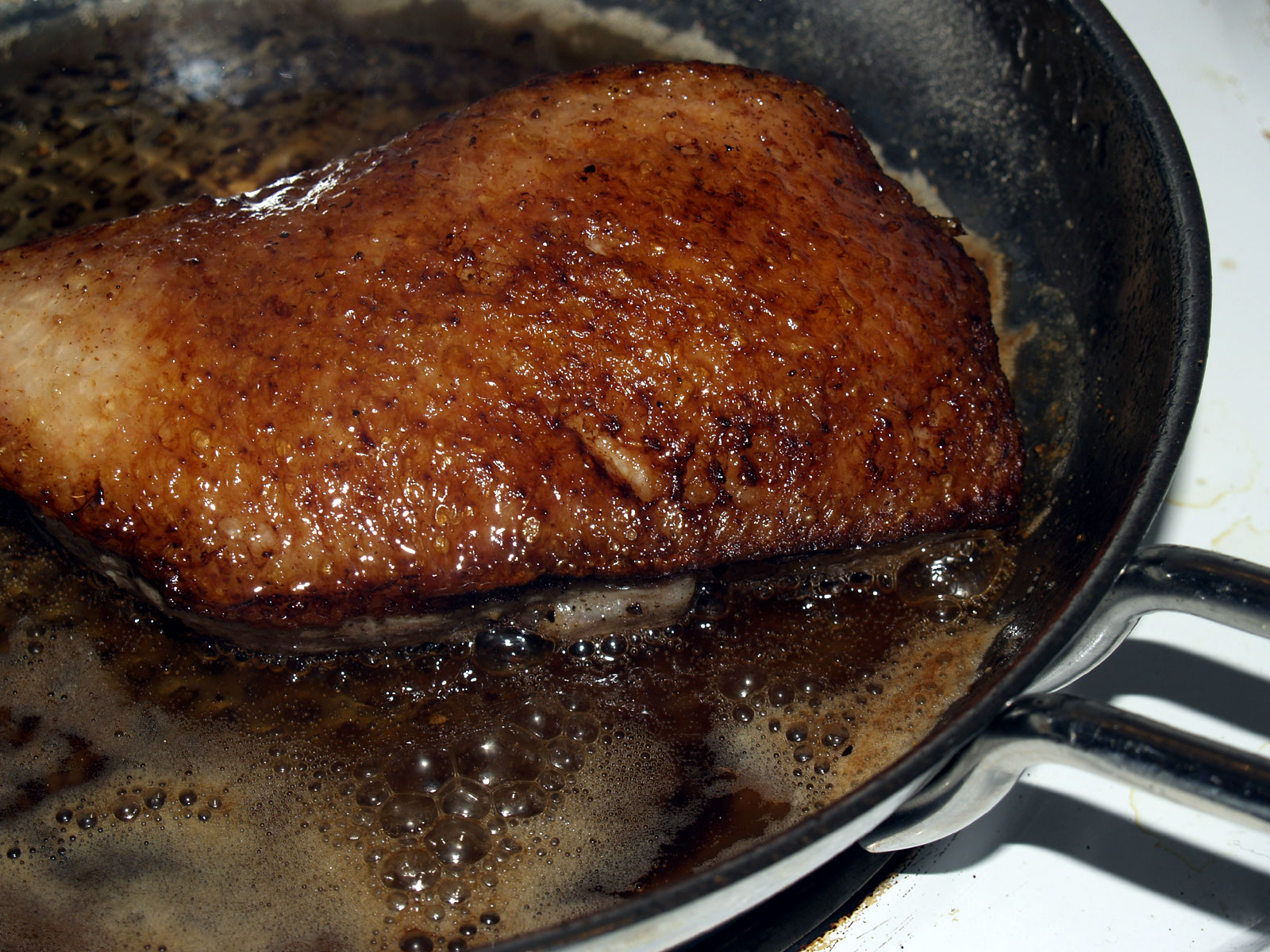
Carne di anatra fritta in padella

Generalmente, per la frittura in padella si usa un recipiente di cottura più basso che nella frittura profonda. (Usare una padella profonda con una piccola quantità di olio, burro o grasso di pancetta riduce gli schizzi e i rischi di scottarsi.) Un recipiente più spesso è migliore di una padella meno spessa perché la massa migliorerà la regolazione del calore. Si può usare una padella elettrica analogamente a una friggitrice elettrica e molti di questi apparecchi hanno un termostato per mantenere il liquido (in questo caso, l'olio) alla temperatura desiderata.
I cibi da friggere in padella a volte sono ricoperti con una pastella o un'impanatura. Le pastelle consistono in ingredienti essiccati come farina o amido di granturco in unione con liquidi come latte, acqua o altre bevande. L'impanatura può essere semplice come spolverare il cibo nella farina o più comunemente quella che è chiamata la procedura di impanatura normale. Questa procedura implica prima di spolverare il cibo nella farina (avendo cura di scuotere via quella in eccesso), poi di immergerlo nelle uova sbattute e infine nel pangrattato o in qualche altra forma di rivestimento esterno. Il cibo si deve poi condire con sale e pepe prima di ricoprirlo. Lasciare poi il cibo a riposare per 15–30 minuti prima di friggerlo consente all'impanatura di aderire al cibo con maggiore tenacia.